# Paregórico

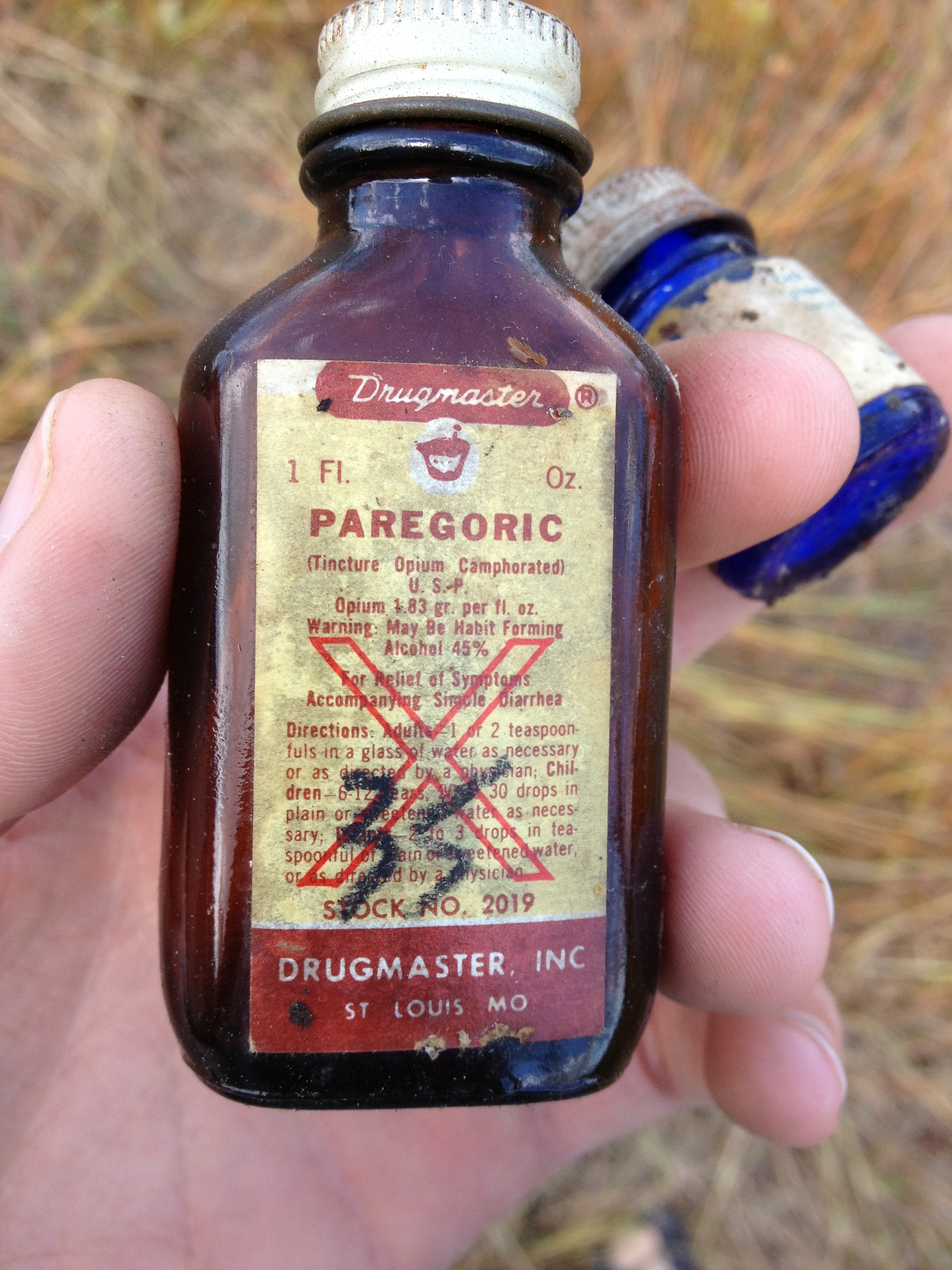
Botella de Paregorico

El llamado elixir paregórico (del latín paregoricus) es una mezcla de opio y alcohol. Quizás la más potente bebida con opio vendida en algún momento de la historia, en este caso a principios del siglo XX. Se utilizaba como base alcohol alcanforado de 46º y cada onza de elixir paregórico contenía unos 117 mg de opio, equivalentes a 12 mg de morfina. Su uso básico era como antidiarreico. Se vendía con la etiqueta de la Stickney & Poor Spice Co de Boston, Massachusetts, donde se estipulaban las dosis así: Para bebés (de 5-8 gotas), niños (25 gotas) y adultos (una cucharadita). Las intoxicaciones opiáceas eran un riesgo potencial.
El Diccionario expositivo de palabras del Antiguo y del Nuevo Testamento exhaustivo, de W. E. Vine, dice lo siguiente: “Una forma verbal de este vocablo [pa·re·go·rí·a] significa 'medicinas que alivian la irritación'” (llamadas en español paregóricas).